# The Passionate Friends (1923)
The Passionate Friends é um filme de romance produzido no Reino Unido e lançado em 1923.